# Oscar Rydbeck

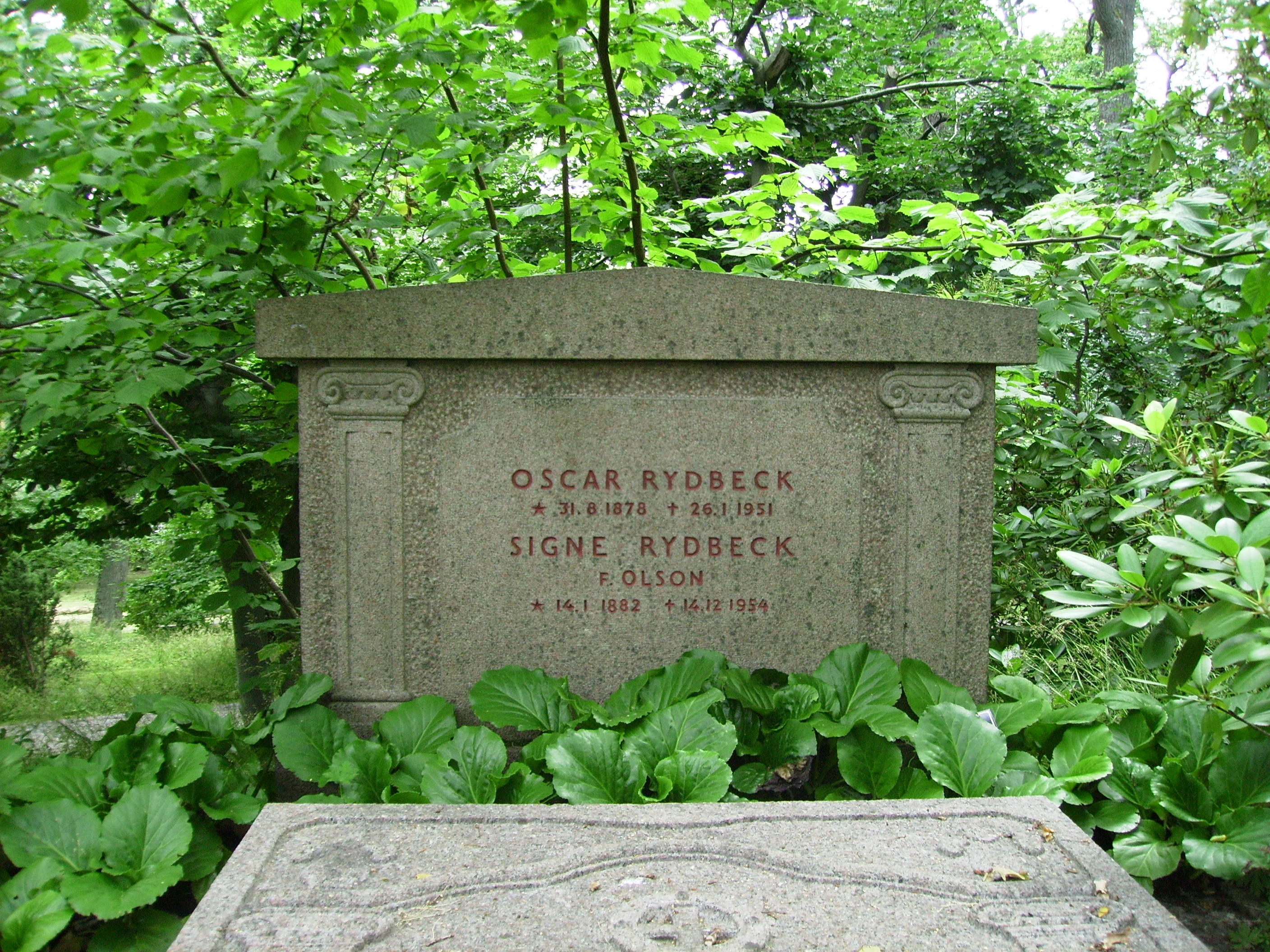
Rydbecks gravvård på Djursholms begravningsplats.

Johan Oscar Ehrenfrid Rydbeck, född den 31 augusti 1878 i Sundsvall,  död den 26 januari 1951 i Djursholm, var en svensk bankman. Oscar Rydbeck var en central gestalt i svenskt bankväsen under första världskriget och mellankrigstiden och var verkställande direktör på Skandinaviska Kreditaktiebolaget, en föregångare till Skandinaviska Banken och Stockholms Enskilda Bank. Rydbeck hade en ansvarig ställning inom Kreugerkoncernen och dömdes efter Kreugerkraschen till fängelse, en dom vars rättvisa kommit att diskuteras.
Oscar Rydbeck var son till stadsingenjören Emil Rydbeck och hans maka Jenny, född Björck. Han var far till diplomaten och radiochefen Olof Rydbeck (1913–1995).

## Biografi
Oscar Rydbeck började sin bankbana som extraanställd över sommaren 1896 på Skandinaviska Kredit AB och blev fast anställd i oktober samma år. I maj 1900 övergick han till en kamrersbefattning på Östergötlands enskilda bank i Linköping. Därefter var han anställd kortare tider i Wermlands Enskilda bank i Karlstad och Kristinehamns enskilda bank. Den 1 november 1907 blev han utsedd till verkställande direktör i Hernösands enskilda bank med huvudkontor i Stockholm, en befattning som han skulle ha fått genom bland annat en direkt rekommendation av vice häradshövding Marcus Wallenberg, vid den tiden vice verkställande direktör i Stockholms Enskilda Bank. Oscar Rydbecks första stora uppgift var att rekonstruera Hernösandsbanken som genom stora förluster stod inför hotet att gå i konkurs. Det resulterade i grundandet av Bankaktiebolaget Norra Sverige som drog igång sin verksamhet den 1 oktober 1908. Rydbeck kom senare vid en fusion 1917 mellan Sveriges Privata Centralbank och Skandinaviska Kreditaktiebolaget (från 1938 Skandinaviska Banken), att tillträda som VD för banken i Stockholm.
Oscar Rydbeck blev en central person inom svenskt bankväsende under första världskriget fram till 1932. Han kom tidigt att arbeta ihop med Ivar Kreuger. Hans första kontakt med Ivar Kreuger var en kontakt via en god vän från Linköpingstiden, Erik Kreuger, som i mars 1908 förhörde sig om han kunde utverka ett lån för Henrik Kreüger och Ivar Kreuger för att de skulle kunna bli ekonomiskt oberoende av det amerikanska företaget Trussed Concrete Steel Co. som de arbetade för på den svenska marknaden.
Oscar Rydbeck och hans bank, Skandinaviska Kreditaktiebolaget, hade under en lång tid stora engagemang i Kreugerkoncernen. Under hösten 1931 motsvarade utlåningen till holdingbolaget Kreuger & Toll, 40% av bankens totala utlåningsportfölj.
Efter Kreugerkraschen 1932 fick han lämna banken och blev som styrelsemedlem i holdingbolaget Kreuger & Toll, den 19 februari 1936 dömd till 10 månaders fängelse för företagets brister i redovisningen. En privat realisationsvinst under 1929 i ett av Rydbeck ägt holländskt förvaltningsbolag, som han låtit stå kvar i bolaget, kom att bli ödesdiger för hans privatekonomi. Skatteverket ansåg att vinsten skulle tas upp till beskattning vilket ledde till att han 1935 försattes i personlig konkurs. Konkursen var dock avslutad först under 1937.
Den mest kompletta biografin över Oscar Rydbeck är skriven av bankdirektören Lars-Erik Thunholm (1914-2006) som 1991 publicerade boken "Oscar Rydbeck och hans tid".
Thunholm skriver om Oscar Rydbeck: "Under perioden 1890-tal till 1932 utvecklades Sverige till en modern industristat, en utveckling som lade grunden för en väsentlig stegring av den allmänna levnadsstandarden och den sociala välfärden. I takt med det industriella framåtskridandet och som en av förutsättningarna för detta, skedde under denna tid en stark utveckling och en genomgripande omgestaltning av det svenska bankväsendets strukturer och arbetsmetoder. Detta var en process där Oscar Rydbeck gjorde en instrumental insats som få andra personer, om ens någon annan."
En mer personlig skildring finns i boken "Barn av min tid" där hans dotter Ingrid Rydbeck-Zuhr (1905-2001) skildrar sin uppväxt och sin fars liv fram till år 1932. 
Sonen Olof Rydbeck (1913-1995) ger sin bild av Kreugerkraschen i boken "I maktens närhet". 
Oscar Rydbeck är gravsatt på Djursholms begravningsplats.